# Hokm
Hokm è un gioco di carte di origine iraniana giocato con un mazzo di carte francesi senza jolly (52 carte). Si gioca solitamente in quattro, a coppie di due giocatori. Il gioco è molto simile alle quattro mani positive di dichiarazione del gioco King, in quanto il giocatore che segue il mazziere sceglie un seme dominante e vince chi raggiunge il maggior numero di prese (se si gioca in quattro sono sette). Ogni mano vinta porta un punto, tranne quando si vince dando "cappotto" agli avversari con un sette a zero, che porta due o tre punti a seconda di chi ha scelto il seme dominante. Vince la partita la prima squadra che raggiunge i sette punti.